# Blepharita aphanea
Blepharita aphanea är en fjärilsart som beskrevs av Charles Boursin 1960. Blepharita aphanea ingår i släktet Blepharita och familjen nattflyn. Inga underarter finns listade i Catalogue of Life.